# سانشي

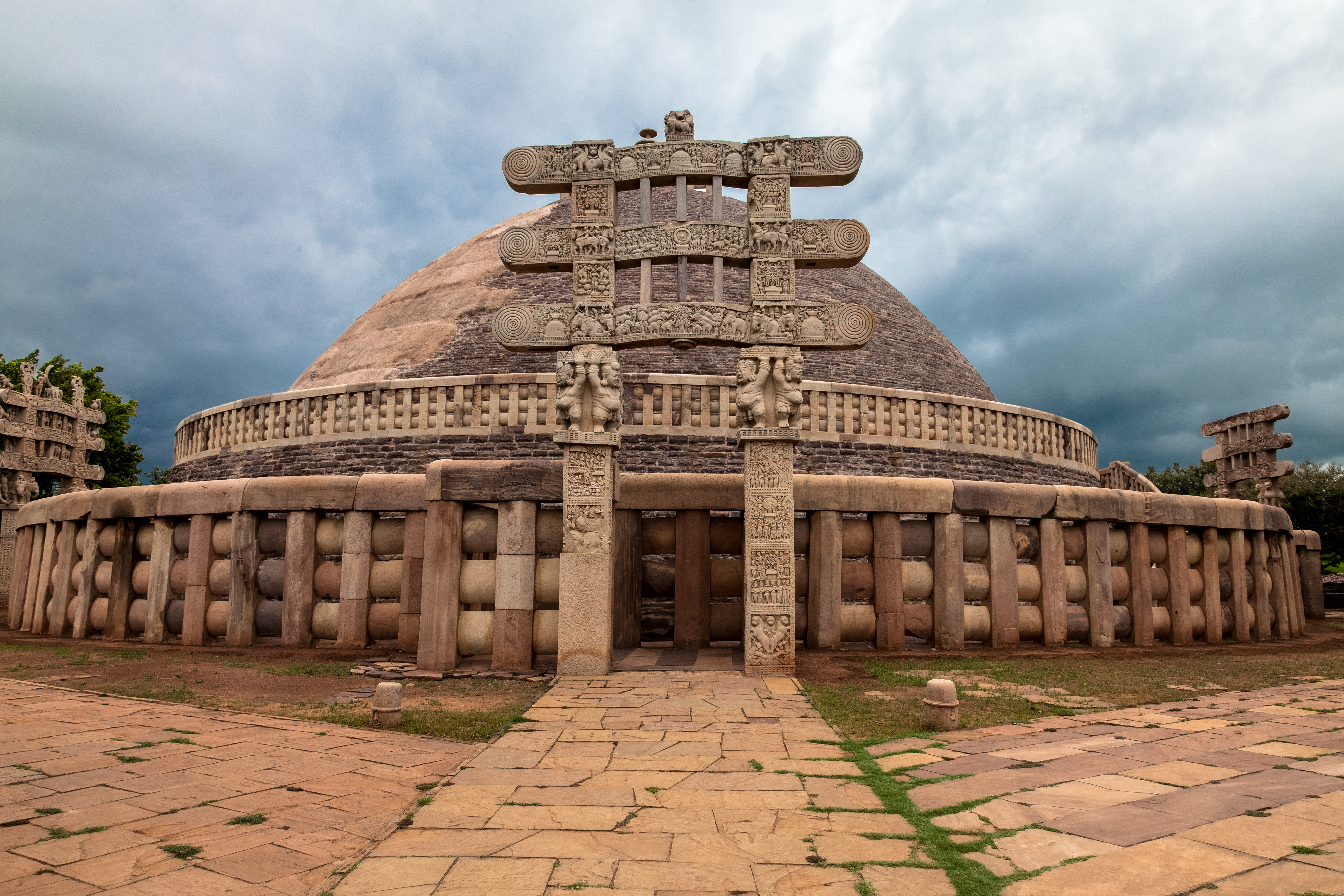
سنجي هو مجمع بوذي يشتهر بالستوبا العظيمة

سانشي أو سنجي هو مجمع بوذي يشتهر بالستوبا العظيمة، يقع على قمة تل في بلدة سنجي في منطقة رايسان في ولاية مدهيا برديش، في الهند. يقع على بعد 46 كيلومترًا شمال شرق بوبال، عاصمة ماديا براديش.
تُعتبر الستوبا العظيمة في سنجي واحدة من أقدم الهياكل الحجرية في الهند، ونصبًا تذكاريًا مهمًا من العمارة الهندية. كلف ببنائها الإمبراطور أشوكا في القرن الثالث قبل الميلاد. تتوجها التشاتري والتي هي عبارة عن هيكل يشبه المظلة يرمز إلى رتبة عالية، تهدف إلى تكريم وحماية الآثار. أشرف أشوكا الذي كانت زوجته ديفي ابنة تاجر من فيديشا القريبة، على أعمال البناء الأصلية لهذه الستوبا. كانت سنجي مسقط رأس ديفي والمكان الذي أٌقيم فيه حفل زفافها على أشوكا. أُضيفت في القرن الأول قبل الحقبة العامة، أربع من التورانا (بوابات الزينة) المنحوتة بإتقان ودرابزين يُحيط بكامل الهيكل. بُنيت ستوبا سنجي خلال الفترة الماورية من الطوب، وازدهر المجمع حتى حلول القرن الحادي عشر.
يشكل سنجي المركز لمنطقة تحتوي على عدد من الستوبا، تقع كلها على بعد بضعة أميال من سنجي، بما فيها ستادهارا (9 كم غرب سنجي، 40 ستوبا، آثار ساريبوتا ومودجالايانا، المحفوظة في فيهارا، اكتُشفت هناك)، بهوجبور (تسمى أيضًا موريل كرد، وهي قمة تل محصنة مع 60 ستوبا) وأندهير (على التوالي 11 كم و17 كم جنوب شرق سنجي) وكذلك سوناري (10 كم جنوب غرب سنجي)، وسارو مارو على بعد 100 كم من الجنوب، وبهارهوت على بعد 300 كم من الشمال الشرقي.
تُصور ستوبا سنجي على الجانب الخلفي من ورقة المائتي روبية في الهند للدلالة على أهميتها في التراث الثقافي للهند.

## نظرة عامة
تشمل الآثار في سنجي اليوم على سلسلة من المعالم البوذية التي بدأت منذ فترة الإمبراطورية الماورية (القرن الثالث قبل الحقبة العامة)، واستمرت خلال فترة إمبراطورية جوبتا (القرن الخامس من الحقبة العامة)، وانتهت في وقت ما من القرن الثاني عشر من الحقبة العامة. من المحتمل أنها أفضل مجموعة محفوظة من الآثار البوذية في الهند. يُعد ستوبا العظيم أقدم وأكبر نصب تذكاري، ويسمى أيضًا ستوبا رقم. 1، بُنيت في البداية في عهد الإمبراطورية الماورية وزُينت بواحدة من أعمدة أشوكا. خلال القرون اللاحقة، ولاسيما في عهد إمبراطورية شونغا وسلالة ساتافاهانا، جرى توسيع الستوبا العظيم وزُين بالبوابات والدرابزين، وبُني عدد من الستوبا الأصغر حجمًا في المنطقة المجاورة ومنها ستوبا رقم.2 وستوبا رقم. 3.
بُنيت هياكل المعبد المختلفة في وقت واحد، حتى فترة إمبراطورية جوبتا وما بعدها. يشمل سنجي إجمالًا، معظم تطورات العمارة الهندية القديمة والعمارة البوذية القديمة في الهند، منذ المراحل المبكرة من البوذية وتعبيرها الفني الأول، حتى فترة تراجع البوذية في شبه القارة الهندية.

## الفترة الماورية (القرن الثالث قبل الحقبة العامة)
تُعد «ستوبا العظيمة» في سنجي أقدم هيكل فيها. كان قد كلف ببنائها الإمبراطور أشوكا العظيم من الإمبراطورية الماورية في القرن الثالث قبل الحقبة العامة. شكل هيكل من الطوب نصف الكروي نواة الستوبا التي بُنيت فوق آثار بوذا، مع تراس مرتفع يشمل على القاعدة ودرابزين ومظلة حجرية على قمته. إضافة إلى الشاترا وهي هيكل يشبه المظلة ويرمز إلى الرتبة العالية. امتلكت الستوبا الأصلية قطرًا يساوي نصف قطر الستوبا الحالية، وهذا ما كان نتيجة للتوسيع الذي حدث في عهد إمبراطورية شونغا. غُطيت بالطوب على النقيض من الحجارة التي تغطيه الآن.
وفقًا لأحد النسخ من الماهافاسما، السجلات البوذية في سريلانكا، كان أشوكا على ارتباط وثيق بمنطقة سنجي. عندما كان أشوكا ولي العهد ونائب الملك في أوجاين، يُقال إنه توقف في فيديشا (10 كيلومترات من سنجي)، وتزوج هناك ابنة مصرفي محلي تُدعى ديفي، والتي أنجبت لأشوكا فيما بعد ولدين، أوجينيا وماهيندرا وفتاة سُميت سانغهاميتا. بعد ارتقاء أشوكا للعرش، ترأس هيندرا بعثة بوذية أُرسلت إلى سيريلانكا برعاية من الإمبراطور ربما، وقبل انطلاقه إلى الجزيرة زار والدته في تشيتياجيري بالقرب من فيديشا، ويُعتقد أنه سنجي. استقر هناك في فيهارا مترفة أو دير، تقول والدته أنها بنته بنفسها.

### عمود أشوكا
انتصب عمود من الحجر الرملي المصقول بدقة، وهو واحد من أعمدة أشوكا، على جانب بوابة التورانا الرئيسية. ما يزال الجزء السفلي من العمود في مكانه حتى اليوم، بينما تُعرض الأجزاء العلوية من العمود في متحف سنجي الأثري القريب. يتألف تاج العمود من أربعة أسود، والتي من المحتمل أنها تدعم عجلة الدارما (عجلة القانون)، التي اقتُرحت لاحقًا من خلال رسوم توضيحية وجدت ضمن آثار سنجي. يوجد على العمود نقوش أشوكية (مراسيم الانشقاق) ونقش في السانخا ليبي الزخرفي من فترة جوبتا. كُتب النقش الأشوكي بحروف الخط البراهمي المبكرة، ولسوء الحظ، فقد تعرض للضرر بشكل كبير، لكن الأوامر التي يحتويها هي نفسها التي عُثر عليها في مراسيم سارناث وكوسامبين، وهي تشكل معًا الحالات الثلاث المعروفة من «مرسوم الانشقاق» لأشوكا. يتعلق هذا المرسوم بالعقوبات المطبقة في حال الانشقاق في السانغا البوذية:
...يُحدد الطريق لكل من الرهبان والراهبات. ما دام أبناء (ي) وأحفاد (ي) (سوف يسيطرون، و) طالما أن القمر والشمس (سوف تستمر)، فإن الراهب أو الراهبة ممن تسببوا بالانقسامات في السانغا، يجب أن يُجبروا على ارتداء العباءة البيضاء وأن يسكنوا بعيدًا. لأجل ماذا رغبتي هذه؟ من أجل أن تكون السانغا موحدة وتستمر طويلًا.
-        مرسوم أشوكا على عمود سنجي.
بلغ طول العمود عندما كان سليمًا، نحو 42 قدمًا، وتكون من جسم مستدير متراص ومستدق قليلًا، مع تاج على شكل جرس يطغى عليه ناصية التاج وزخرفة مكونة من أربعة أسود تجلس ظهرًا إلى ظهر. أنهي العمود بكامله بدقة وصُقل ليعطي بريقًا رائعًا من أعلاه وحتى أسفله. تُزين ناصية التاج بتصاميم نخلة اللهب يفصلها عن بعضها زوج من الإوز، التي ربما كانت رمزًا لرعية تلاميذ بوذا. ما تزال أسود التاج على الرغم من تشوهها اليوم، شاهدة على مهارة النحاتين.
جاء الحجر الرملي الذي نُحتت منه الأعمدة من محاجر تشونار التي تقع على بعد عدة مئات من الأميال، مما يعني أن البنائين كانوا قادرين على نقل كتل من الحجر يزيد طولها على أربعين قدمًا وتزن نحو عدة أطنان على طول هذه المسافة، أي أنهم ربما استخدموا وسائل نقل مائية، وذلك من خلال الطوافات خلال مواسم الامطار وصولًا إلى كل من نهر غانغز ويومنا وبيتوا.